# Fernsehregisseur
Den Regisseur von fernsehspezifischen Formaten wie etwa Livesendungen oder Shows nennt man Fernsehregisseur. Mit dem Filmregisseur und dem Theaterregisseur verbindet ihn, dass er der kreative Leiter der von ihm betreuten Produktion ist. Seine größte Aufgabe besteht in der Inszenierung der Mitwirkenden, seien es Schauspieler, auftretende Künstler oder Gäste einer Talkshow. Spezialisierungen ergeben sich in diesem Berufsfeld nach Art der betreuten Sendungen. So gibt es Fernsehregisseure, die spezialisiert sind auf Live-Sendungen, andere wiederum auf Magazine oder Sportformate.